# Vargasiella
 Vargasiella – rodzaj roślin z rodziny storczykowatych (Orchidaceae). Rośliny z tego rodzaju rosną naziemnie na wysokościach 2000-3500 m, w poszyciu leśnym i niskich krzewach lub wśród trawy na stromych wzgórzach. Oba gatunki są znane tylko na podstawie kilku egzemplarzy, ponieważ rośliny są dość rzadkie lub rosną na bardzo niedostępnych stanowiskach. Występują w Wenezueli oraz Peru.

## Morfologia
Rośliny z tego rodzaju są naziemne, sympodialne, rzadko epifityczne. Ten rodzaj nie wytwarza pseudobulw, tak jak wiele rodzajów z rodziny storczykowatych. Liście membranowate i twarde, lekko zwinięte, ale w pełni dojrzałe są rozpostarte. Kwiatostany wyprostowane, rozgałęzione i dłuższe od liści. Kwiaty rozpostarte i niewielkie. Słupek łukowaty ze skrzydełkami, cztery żółte pylniki lekko spłaszczone, umocowane parami.

## Systematyka
Rodzaj sklasyfikowany do podplemienia Zygopetalinae w plemieniu Cymbidieae, podrodzina epidendronowe (Epidendroideae), rodzina storczykowate (Orchidaceae), rząd szparagowce (Asparagales) w obrębie roślin jednoliściennych.
Wykaz gatunków
- Vargasiella colombiana Uribe Vélez & Sauleda
- Vargasiella peruviana C.Schweinf.
- Vargasiella venezuelana C.Schweinf.